# Razgrad
Razgrad (in bulgaro Разград?) è un comune bulgaro di 54 720 abitanti (dati 2009) situato nella regione di Razgrad. La sede comunale è nella località omonima.

## Storia e geografia
La città sorge a 130 km da Varna, città sul Mar Nero, e a 66 km da Ruse, città sul Danubio, sulle rovine di Abritus, florido centro di epoca romana i cui resti sono oggi visibili. Razgrad è una città molto antica, dato che il suo nome figura nelle mappe degli arabi risalenti al XIII secolo. Al centro della città è posta la moschea intitolata a Ibrahim Pascià, risalente a XVI secolo. 
Rilevante è la comunità turca, che a Razgrad è tra le più folte della Bulgaria. 

## Località
Il comune è formato dall'insieme delle seguenti località:
- Razgrad (sede comunale)
- Balkanski
- Blagoevo
- Čerkovna
- Djankovo
- Drjanovec
- Gecovo
- Jasenovec
- Kičenica
- Lipnik
- Mortagonovo
- Nedoklan
- Osenec
- Ostrovče
- Pobit kamăk
- Poroište
- Prostorno
- Radingrad
- Rakovski
- Stražec
- Topčii
- Ušinci

## Economia
Razgrad è un importante centro industriale. Vi sorgono una delle aziende farmaceutiche di rilievo in Bulgaria, specializzata nella produzione di antibiotici, e alcune delle più grandi industrie meccaniche del paese. Contribuisce all'economia cittadina anche l'industria agricola, con centri di trasformazione del mais e di produzione di derivati della farina.

## Sport

### Calcio
La principale squadra di calcio della città è il Ludogorec, impostosi dal 2012 come la compagine egemone del calcio bulgaro.